# Космическая программа СССР
Космическая программа СССР берёт свое начало в 1921 году с основания Газодинамической лаборатории при РККА, которая в 1933 году вошла в состав Реактивного института при Наркомате тяжелой промышленности СССР, а с 1955 года по 1991 год Министерство общего машиностроения СССР координировало работу всех предприятий и научных организаций, занятых созданием ракетно-космической техники.

## Хронология
Ключевые события в истории советской космической программы:
- 17 августа 1933 года — запуск ГИРД-09 на полигоне около Нахабино
- 2 августа 1937 года — ракета АвиаВНИТО достигала высоты более 3000 метров.
- 10 августа 1938 года — запуск Р-05.
- 18 октября 1950 года — первый успешный пуск Р-1 с полигона Капустин Яр
- 4 октября 1957 — вывод на околоземную орбиту первого ИСЗ;
- 3 ноября 1957 — вывод на околоземную орбиту первого исследовательского ИСЗ с живым существом на борту;
- 2 января 1959 — первая автоматическая межпланетная станция, первый искусственный объект на солнечной орбите;
- 12 сентября 1959 — посадка автоматической межпланетной станции на Луне с исследовательскими целями;
- 4 октября 1959 — беспилотный облёт Луны автоматической межпланетной станцией с фотографированием её обратной стороны;
- 12 апреля 1961 — первый полёт человека в космос (Юрий Гагарин);
- 6 августа 1961 — полет в космос второго космонавта (Германа Титова) КК «Восток-2»;
- 11-12 августа 1962 — тандемный полёт двух пилотируемых Космических аппаратов;
- 1 ноября 1962 — первая автоматическая межпланетная станция на марсианской орбите с исследовательскими целями;
- 12 октября 1964 — первый полёт экипажа в составе трёх человек;
- 18 марта 1965 — первый выход человека в открытый космос.
- 17 ноября 1970 — посадка на Луну первого планетохода «Луноход-1».
- 19 апреля 1971 — вывод на орбиту первой орбитальной станции «Салют-1».
- 15 июля 1975 года — стыковка советского и американского кораблей в космосе по программе «Союз — Аполлон».
- 20 февраля 1986 год — вывод на орбиту первой многомодульной орбитальной станции «Мир».

После распада СССР (1991) космонавтика продолжила развиваться в рамках отдельных стран, например, российских космических программ.

## Достижения
Среди ключевых успехов космической программы СССР — первые в истории человечества:
- запуск искусственного спутника Земли, 4 октября 1957 года[2];
- запуск спутника с живым существом на борту, 3 ноября 1957;
- жёсткая посадка на внеземное тело — АМС «Луна-2», 14 сентября 1959 года;
- изображение обратной стороны Луны — АМС «Луна-3», 7 октября 1959 года;
- полет человека в космос, 12 апреля 1961 года;
- полёт первой женщины-космонавта, 16 июня 1963 года;
- полёт многоместного корабля и полёт без скафандров — «Восход-1», 12 октября 1964 года;
- выход человека в открытый космос 18 марта 1965 года;
- мягкая посадка на внеземное тело — АМС «Луна-9» 3 февраля 1966 года;
- искусственный спутник Луны — АМС «Луна-10», вышла на орбиту 3 апреля 1966 года;
- автоматическая стыковка на орбите — «Космос-186» и «Космос-188», 30 октября 1967 года;
- облёт Луны с возвращением на Землю, причём с живыми существами на борту — АМС «Зонд-5», запущена 15 сентября 1968 года;
- стыковка двух пилотируемых кораблей — «Союз-4 и Союз-5», 16 января 1969 года;
- доставка грунта с Луны автоматической станцией — АМС «Луна-16», вернулась 24 сентября 1970 года;
- планетоход — «Луноход-1», приступил к работе 17 ноября 1970 года;
- мягкая посадка на другую планету — АМС «Венера-7», 15 декабря 1970 года;
- орбитальная станция — «Салют-1», запущена 19 апреля 1971 года;
- мягкая посадка на Марс — АМС «Марс-3», 2 декабря 1971 года;
- многомодульная орбитальная станция — «Мир», 20 февраля 1986 года.

## Пилотируемые космические программы

### «Восток»
«Восток» — серия советских одноместных пилотируемых космических кораблей для осуществления полётов по околоземной орбите с катапультированием и посадкой космонавта на парашюте отдельно от спускаемого аппарата, создававшаяся в Особом конструкторском бюро № 1 (ОКБ-1) под руководством главного конструктора Сергея Павловича Королёва с 1958 по 1963 годы.
Первый пилотируемый космический корабль из серии «Восток», запуск которого состоялся 12 апреля 1961 года в 9:07 по московскому времени с космодрома «Байконур» с лётчиком-космонавтом Юрием Алексеевичем Гагариным на борту, стал одновременно и первым в мире космическим аппаратом, позволившим осуществить первый полёт человека в космическое пространство. Этот день, 12 апреля, с 1962 года ежегодно отмечался в СССР как День космонавтики.
```
С 1970 года в этот же день во многих других странах мира отмечается 
Всемирный день авиации и космонавтики
. В 
Российской Федерации
 
День космонавтики
 ежегодно отмечается с 1995 года в качестве памятной даты.
```

В последующем совершили полёты ещё пять космических кораблей серии «Восток», в том числе два групповых (без стыковки), в том числе с первой в мире женщиной-космонавтом Валентиной Владимировной Терешковой на борту 16-19 июня 1963 года. Планировавшиеся ещё четыре полёта (в том числе более длительные, с созданием искусственной гравитации) были отменены.

### «Восход»
Космический корабль «Восход» фактически повторял корабли серии «Восток», но имел увеличенный передний приборный подотсек, его спускаемый аппарат был переконфигурирован для полёта и посадки внутри СА двоих-троих космонавтов (для чего были исключены катапультируемые кресла и для экономии места космонавты располагались без скафандров), а вариант для выходов в открытый космос имел навесную шлюзовую камеру.
Полёт корабля «Восход-1» 12 октября 1964 года был первым в мире многоместным пилотируемым космическим полётом, с лётчиками-космонавтами Владимиром Михайловичем Комаровым, Константином Петровичем Феоктистовым и Борисом Борисовичем Егоровым на борту.
Во время полёта корабля «Восход-2», запущенного 18 марта 1965 года, впервые в мире человек вышел в открытый космос. Этим человеком стал лётчик-космонавт Алексей Архипович Леонов.
После двух первых полётов планировались ещё несколько пилотируемых полётов (в том числе на низкую орбиту, более длительные, групповые, с первым смешанным женско-мужским экипажем, первым выходом женщины в открытый космос).

### «Союз»
Космический корабль «Союз» начал проектироваться в 1962 году в ОКБ-1 сначала для облёта Луны. К Луне должна была отправиться связка из космического корабля и разгонных блоков 7К-9К-11К. Впоследствии этот проект был закрыт в пользу облёта Луны на корабле Л1, выводимым на РН «Протон», а на базе 7К и закрытого проекта околоземного корабля «Север» начали делать 7К-ОК — многоцелевой трехместный орбитальный корабль (ОК) с солнечными батареями, предназначенный для отработки операций маневрирования и стыковки на околоземной орбите, для проведения различных экспериментов, в том числе по переходу космонавтов из корабля в корабль через открытый космос. В 1971 году советская лунная программа была свёрнута.
Испытания 7К-ОК начались в 1966 году. 14 ноября 1966 года первые 3 беспилотных пуска оказались неудачными и выявили серьёзные ошибки в конструкции корабля. 4-й пуск, на котором космический корабль ''Союз-1'', произведённый 23 апреля 1967 г. с лётчиком В. Комаровым должен был пристыковаться с экипажем ''Союза - 2'', оказался трагическим — за 2 дня до гибели - 21 апреля пуск ''Союза -2'' был отложен, Комарова пустили по штату вечером 23 апреля, корабль вышел на заданную орбиту, но советская космонавтика  - это не только победы, случилось непоправимое: космонавт умело при возвращении на Землю умело провёл снижение вручную, но запутавшиеся стропы не дали парашюту раскрыться полностью - спускаемая капсула крайне жёстко ударилась о землю на скорости в 140 км/ч, и загорелась. Это случилось рано утром. Космонавт Комаров погиб на следующие сутки - утром 24 апреля в степи Оренбургской области поисковым отрядом были найдены обгоревшие останки лётчика. Причиной катастрофы стал дефект запутавшихся строп парашюта. Тем не менее программа продолжилась, 26-29 октября 1968 года в космос на ''Союзе - 3'' отправился Георгий Береговой, и уже в 1968 году состоялась первая автоматическая стыковка 2-х «Союзов»,  в период с 14 по 19 января 1969 г. — первая пилотируемая стыковка ''Союза - 4''  и ''Союза - 5''  и групповой полёт двух кораблей, в период с 1 по 19 июня 1970 г. — первый долговременный полёт экипажа Андрияна Николаева и Виталия Севастьянова на корабле ''Союза - 9'',  в период с 6 по 30 июня 1971 г.— первые стыковка ''Союза-11'' и экспедиция на орбитальную станцию «Салют - 1» , после которой при возвращении на Землю экипаж с космонавтами Георгием Добровольским, Владиславом Волковым и Виктором Пацаевым погиб от перепада давления при раскрытии клапана во время отстрела кабины спускаемого отсека от приборного отсека при входе в атмосферу.
Совершены и продолжаются несколько десятков полётов (в том числе только два, закончившихся гибелью экипажей) корабля в разных вариантах «Союз» (в том числе 7К-Т, 7К-ТМ, 7К-МФ6, 7К-Т-АФ, 7К-С), «Союз-Т» (7К-СТ), «Союз-ТМ» (7К-СТМ), «Союз-ТМА» (7К-СТМА), «Союз-ТМА-М/ТМАЦ» (7К-СТМА-М), в том числе для первой стыковки с иностранным кораблем, экспедиций на орбитальные станции «Салют»-ДОС, «Алмаз», «Мир» и т. д.
Корабль стал основой для создания пилотируемых кораблей нереализованных лунных программ (Л1 и Л3 и Союз-Контакт для отработки стыковки модулей Л3) и военных программ (Союз 7К-ВИ военисследователь, -П перехватчик, -Р разведчик, многофункционального «Звезда»), а также для автоматического грузового корабля «Прогресс».

### Л1
Лунно-облётная пилотируемая программа КБ Королёва, доведённая до стадии последних беспилотных отработочных запусков и полётов и отменённая до проведения первого пилотируемого полёта.

### Л3
Лунно-посадочная пилотируемая программа КБ Королёва, доведённая до стадии первых беспилотных испытательных запусков и полётов и отменённая до проведения первого пилотируемого полёта.

### Звезда
Военный пилотируемый корабль КБ Козлова, проект которого разрабатывался взамен «Союза 7К-ВИ» КБ Королёва, был доведён до предполётной стадии и был отменён в пользу комплекса КБ Челомея из военной орбитальной станции «Алмаз» и корабля ТКС.

### ТКС
Пилотируемый корабль КБ Челомея для обслуживания военной орбитальной станции «Алмаз» и прочих задач Министерства обороны, запускавшийся на РН «Протон» только в беспилотном режиме, но стыковавшийся с орбитальными станциями (в том числе пилотируемыми) «Салют»-ДОС.

### Заря
Частично-многоразовый пилотируемый транспортный корабль КБ Королёва с запуском на РН «Зенит», проект которого был отменён на этапе проектирования в виду сосредоточения ресурсов на создании системы «Энергия»-«Буран».

### Алмаз
Долговременные пилотируемые военные орбитальные станции КБ Челомея, выводившиеся на РН «Протон» под названиями «Салют-2,-3,-5», «Космос-1870», «Алмаз-1», из которых две эксплуатировались пилотируемыми («Салют-3,-5»). Имели на борту в том числе оружие (пушки).

### Салют-ДОС
Долговременные пилотируемые орбитальные станции ЦКБЭМ, выводившиеся на РН «Протон» под названиями «Космос-557», «Салют-1,-4,-6,-7», из которых все кроме первой эксплуатировались пилотируемыми. Две последние имели по два стыковочных узла и принимали одновременно на борт по два пилотируемых или автоматических грузовых и прочих корабля, в том числе тяжёлые ТКС.

### Мир
Проект станции «Мир» (исходно «Салют-8») третьего поколения начат в 1976 году, когда НПО «Энергия» выпустило Технические предложения по созданию усовершенствованных долговременных ОС. В августе 1978 года был выпущен эскизный проект новой многомодульной станции. В феврале 1979 года развернулись работы по созданию станции — базового блока с 6-ю стыковочными узлами, бортовым и научным оборудованием. Работы разворачивались с задержками ввиду того, что все ресурсы были брошены на программу «Буран», базовый блок был выведен на орбиту 20 февраля 1986 года. Затем в течение 10 лет были пристыкованы ещё шесть модулей.

### Мир-2
Программа создания орбитальной станции «Мир-2» (исходно «Салют-9») четвёртого поколения не была реализована в связи с распадом СССР, тяжёлым состоянием экономики и участием России в создании МКС.

### Спираль
Многоразовая военная авиационно-космическая система КБ Микояна из беспилотного гиперзвукового крылатого самолёта-разгонщика и пилотируемого крылатого лёгкого орбитального космоплана с горизонтальным стартом, доведённая до стадии первых беспилотных испытательных запусков и полётов воздушных и орбитальных прототипов космоплана и отменённая ввиду сложности создания разгонщика и требовавшихся прочих новых технологий и сосредоточения ресурсов на создании многоразовой транспортной системы «Энергия»-«Буран».

### ЛКС
Проект по созданию перспективного крылатого орбитального многоразового пилотируемого космического корабля-космоплана с запуском на РН «Протон» был начат в ОКБ-52 (КБ Челомея) в 1960-е годы на базе наработок по теме космического ракетоплана Цыбина для РН «Восток» («Лапоток»). Уже 21 марта 1963 года на ракете Р-12 с космодрома Байконур был осуществлен суборбитальный запуск прототипа ЛКС Р-1. На высоте около 200 километров ракетоплан отделился от носителя и с помощью бортовых двигателей поднялся на высоту 400 километров, после чего начал спуск на Землю. Ракетоплан вошел в атмосферу со скоростью 4 километра в секунду, пролетел 1900 километров и приземлился с помощью парашюта.
Проект ЛКС был приостановлен в середине 1960-х гг для концентрации ресурсов на советской лунной программе и создании кораблей «Союз» и авиационно-космической системы «Спираль».
Инициативное возобновление в ОКБ-52 в 1970-е—1980-е годы проекта запускаемого на эксплуатируемой РН «Протон» 20-тонного ЛКС с полезной нагрузкой на орбите 4—5 тонн до реализации далее чертежей и полноразмерных макетных образцов также не было доведено ввиду сосредоточения сил КБ на военном космическом комплексе станции и корабля «Алмаз» и ресурсов страны на создании тяжёлой многоразовой системы «Энергия»-«Буран».

### Буран
«Буран» — советский тяжёлый пилотируемый крылатый многоразовый транспортный космический корабль-космоплан, запускаемый сверхтяжёлой РН Энергия.
По словам заместителя главного конструктора многоразовой космической системы (МКС) «Буран» Вячеслава Михайловича Филина, «Необходимость создания отечественной многоразовой космической системы как средства сдерживания потенциального противника была выявлена в ходе аналитических исследований, проведённых Институтом прикладной математики АН СССР и НПО „Энергия“ в период 1971—1975 гг. Было показано, что США, введя в эксплуатацию свою многоразовую систему Space Shuttle, смогут получить решающее военное преимущество в плане нанесения превентивного (то есть упреждающего) ракетно-ядерного удара».
Единственный из пяти строившихся, первый корабль серии совершил единственный беспилотный полёт в 1988 году, после чего программа была закрыта в 1993 году, ввиду распада СССР и тяжёлой экономической ситуации. 

В постсоветской России разрабатывались проекты многоразового космического корабля МАКС (отменён) и частично-многоразовых космических кораблей «Клипер» (отменён) и «Русь» (продолжается).

## Непилотируемые космические программы
«Спутник» — первая серия искусственных спутников Земли (ИСЗ), предназначенная для экспериментов по выводу в околоземное пространство полезной нагрузки, изучения влияния невесомости и радиации на живых существ, экспериментов по изучению свойств земной атмосферы и других.
Серия космических аппаратов «Космос» — название советских ИСЗ. Было запущено с 1962 по 1991 гг. 2174 аппарата. Некоторые спутники запускались одновременно. Выполняли военные, научные, медицинские исследования. Запускались как из Байконура, так и из Плесецка.
«Луна» — серия советских автоматических межпланетных станций  для изучения Луны и космического пространства. Запуск космических кораблей советской серии «Луна» начался с 1958 года, все запуски осуществлялись с космодрома Байконур.
«Луноход» («проект Е-8») — серия советских дистанционно управляемых самоходных аппаратов-планетоходов для исследования Луны.
«Венера» — серия советских автоматических межпланетных станций для изучения Венеры и космического пространства.
«Вега» — название для двух советских автоматических межпланетных станций, предназначенных для изучения Венеры и кометы Галлея. В 1984—1986 годах успешно выполнили свои программы полёта, в частности, впервые провели изучение венерианской атмосферы с помощью аэростатов.
«Марс» — наименование советских автоматических межпланетных станций, запускаемых к Марсу, начиная с 1962 года. Вначале был запущен «Марс-1», затем одновременно «Марс-2» и «Марс-3». В 1973 году к Марсу стартовало сразу четыре АМС («Марс-4», «Марс-5», «Марс-6», «Марс-7»).
Запуски АМС серии «Марс» осуществлялись РН «Молния» («Марс-1») и РН «Протон» с дополнительной 4-й ступенью («Марс-2» — «Марс-7»).

## Инфраструктура
- СКИ ОМЭР АН СССР — Служба космических исследований Отдела морских экспедиционных работ АН СССР

### Космодромы
- Байконур — первый и крупнейший в мире космодром. Основан в 1955 году.
- Плесецк — основан в 1957 году.
- Капустин Яр — ракетный полигон, для испытания баллистических ракет. Также использовался как космодром.

## Погибшие космонавты
С 1967 года СССР при совершении космических полётов потерял четырёх космонавтов. Так, 24 апреля при возвращении из испытательного полёта на космическом корабле «Союз-1» в результате отказа парашютной системы спускаемого аппарата погиб советский космонавт Владимир Комаров.
30 июня 1971 года произошла разгерметизация спускаемого аппарата корабля «Союз-11», повлёкшая гибель Георгия Добровольского, Владислава Волкова и Виктора Пацаева. Космонавты задохнулись на высоте около 100 км, так как летели без скафандров.